# Raymond D’Mello
Raymond D’Mello (* 27. März 1907 in Kirem, Britisch-Indien; † 24. November 1971) war ein indischer Geistlicher und römisch-katholischer Bischof von Allahabad.

## Leben
Raymond D’Mello empfing am 24. April 1937 das Sakrament der Priesterweihe.
Am 5. Februar 1959 ernannte ihn Papst Johannes XXIII. zum Bischof von Mangalore. Der Bischof von Allahabad, Leonard Joseph Raymond, spendete ihm am 6. April desselben Jahres die Bischofsweihe; Mitkonsekratoren waren der Bischof von Lucknow, Albert Conrad de Vito OFMCap, und der Bischof von Ajmer und Jaipur, Leo D’Mello.
Papst Paul VI. bestellte ihn am 21. April 1964 zum Bischof von Allahabad. Raymond D’Mello nahm an allen vier Sitzungsperioden des Zweiten Vatikanischen Konzils teil. Am 20. Dezember 1969 nahm Paul VI. das von D’Mello vorgebrachte Rücktrittsgesuch an und ernannte ihn zum Titularbischof von Glenndálocha. D’Mello verzichtete im Dezember 1970 auf das Titularbistum Glenndálocha.